# عداد (دارة)

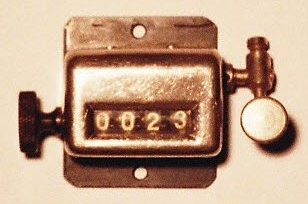

العَدَّاد هو دائرة منطقية تعاقبية تعطي خرجا له تسلسل منطقي معين وتعتبر العدادات من أعظم الدوائر المنطقية وأكثرها استعمالا ويبن العداد على أساس قلاب(J-K) أو قلاب (T).
وللعداد الرقمي الخصائص التالية:
- أقصى عد يستطيع العداد احصاؤه
- العد تصاعديا(UP) أوتنازليا(DOWN).[1][2][3]
- العد المتزامن (SYNCHRNOS) أو الغير متزامن(ASYNCHRNOS).

## العداد المتزامن
العدادات المتواقتة أو المتزامنة هي عدادات توصل مدخل التزامن فيها CK لجميع القلابات بنفس الوقت (توصيل متوازي) لحل مشكلة التأخير الزمني الناتج في العدادات غير المتزامنة وتسمى هذهِ النوعية من العدادات بعدادات التوازي.

## اقرأ أيضاً
- قلاب (إلكترونيات)